# فرخنده ابروسرخ
فرخنده ابروسرخ (نام علمی: Heterospingus xanthopygius) گونه‌ای از پرندگان تیرهٔ فرخندگان (Thraupidae) است.
در پاناما، کلمبیا و اکوادور یافت می‌شود. زیستگاه طبیعی آن جنگل‌های جلگه نمناک نیمه‌گرمسیری یا گرمسیری است.